# Newcastle United Football Club 2010-2011
Questa voce raccoglie le informazioni riguardanti il Newcastle United Football Club nelle competizioni ufficiali della stagione 2010-2011.

## Divise e sponsor
| Casa | Trasferta | Terza divisa |

## Rosa
Dati aggiornati al 19 giugno 2011.
| N. |                        | Ruolo | Calciatore            |
| -- | ---------------------- | ----- | --------------------- |
| 1  | Inghilterra (bandiera) | P     | Steve Harper          |
| 2  | Argentina (bandiera)   | D     | Fabricio Coloccini    |
| 3  | Spagna (bandiera)      | D     | José Enrique          |
| 6  | Inghilterra (bandiera) | D     | Mike Williamson       |
| 7  | Inghilterra (bandiera) | C     | Joey Barton           |
| 8  | Inghilterra (bandiera) | C     | Danny Guthrie         |
| 11 | Danimarca (bandiera)   | A     | Peter Løvenkrands     |
| 12 | Inghilterra (bandiera) | D     | Danny Simpson         |
| 14 | Inghilterra (bandiera) | D     | James Perch           |
| 15 | Inghilterra (bandiera) | C     | Dan Gosling           |
| 16 | Inghilterra (bandiera) | D     | Ryan Taylor           |
| 17 | Inghilterra (bandiera) | C     | Alan Smith (capitano) |
| 18 | Argentina (bandiera)   | C     | Jonás Gutiérrez       |
| 19 | Senegal (bandiera)     | A     | Demba Ba              |
| 20 | Irlanda (bandiera)     | A     | Leon Best             |

| N. |                             | Ruolo | Calciatore       |
| -- | --------------------------- | ----- | ---------------- |
| 22 | Irlanda (bandiera)          | C     | Stephen Ireland  |
| 23 | Inghilterra (bandiera)      | A     | Shola Ameobi     |
| 24 | Costa d'Avorio (bandiera)   | C     | Cheik Tioté      |
| 26 | Paesi Bassi (bandiera)      | P     | Tim Krul         |
| 27 | Inghilterra (bandiera)      | D     | Steven Taylor    |
| 29 | Slovenia (bandiera)         | C     | Haris Vučkić     |
| 30 | Inghilterra (bandiera)      | A     | Nile Ranger      |
| 31 | Irlanda del Nord (bandiera) | C     | Shane Ferguson   |
| 33 | Svezia (bandiera)           | P     | Ole Söderberg    |
| 36 | Inghilterra (bandiera)      | C     | Greg McDermott   |
| 37 | Francia (bandiera)          | C     | Hatem Ben Arfa   |
| 39 | Fær Øer (bandiera)          | C     | Jóan Edmundsson  |
| 47 | Scozia (bandiera)           | C     | Bradden Inman    |
| -  | Francia (bandiera)          | C     | Yohan Cabaye     |
| -  | Francia (bandiera)          | C     | Sylvain Marveaux |

## Calciomercato

### Sessione estiva(dal 01/07 al 31/08)
| Acquisti         | Acquisti    | Acquisti | Acquisti   |
| R.               | Nome        | da       | Modalità   |
| ---------------- | ----------- | -------- | ---------- |
| C                | Dan Gosling | Everton  | definitivo |
| Altre operazioni |             |          |            |
| R.               | Nome        | da       | Modalità   |

| Cessioni         | Cessioni         | Cessioni         | Cessioni         |
| R.               | Nome             | a                | Modalità         |
| Altre operazioni | Altre operazioni | Altre operazioni | Altre operazioni |
| R.               | Nome             | a                | Modalità         |
| ---------------- | ---------------- | ---------------- | ---------------- |

### Sessione invernale(dal 03/01 al 01/02)
| Acquisti         | Acquisti        | Acquisti    | Acquisti |
| R.               | Nome            | da          | Modalità |
| ---------------- | --------------- | ----------- | -------- |
| C                | Stephen Ireland | Aston Villa | prestito |
| Altre operazioni |                 |             |          |
| R.               | Nome            | da          | Modalità |

| Cessioni         | Cessioni     | Cessioni  | Cessioni              |
| R.               | Nome         | a         | Modalità              |
| ---------------- | ------------ | --------- | --------------------- |
| A                | Andy Carroll | Liverpool | definitivo (41 mln €) |
| Altre operazioni |              |           |                       |
| R.               | Nome         | a         | Modalità              |

## Risultati

### Premier League
| Arbitro: | Foy |

|                                     |           |  |
| Berbatov 33’ Fletcher 41’ Giggs 85’ | Marcatori |  |

| Arbitro: | Atkinson (West Yorkshire) |

|                                                 |           |  |
| Barton 12’ Nolan 31’, 87’ Carroll 34’, 67’, 90’ | Marcatori |  |

| Arbitro: | Attwell |

|                  |           |             |
| Ebanks-Blake 43’ | Marcatori | 62’ Carroll |

| Arbitro: | Mason (Bolton) |

|  |           |                              |
|  | Marcatori | 45’ (rig.) Adam 90’ Campbell |

| Arbitro: | Marriner (West Midlands) |

|  |           |              |
|  | Marcatori | 45’ Ben Arfa |

| Arbitro: | Jones (Chester) |

|                  |           |                            |
| Nolan 43’ (rig.) | Marcatori | 67’ Jones 85’ (aut.) Perch |

| Arbitro: | Atkinson (West Yorkshire) |

|                              |           |               |
| Tévez 18’ (rig.) Johnson 75’ | Marcatori | 24’ Gutiérrez |

| Arbitro: | Halsey |

|                            |           |                   |
| Ameobi 72’ Coloccini 90+4’ | Marcatori | 22’, 23’ N'Zogbia |

| Arbitro: | Foy |

|          |           |                       |
| Cole 12’ | Marcatori | 23’ Nolan 69’ Carroll |

| Arbitro: | Dowd |

|                                              |           |            |
| Nolan 26’, 34’, 75’ Ameobi 45+3’ (rig.), 70’ | Marcatori | 90+1’ Bent |

| Arbitro: | Dean |

|  |           |             |
|  | Marcatori | 45’ Carroll |

| Arbitro: | Jones (Chester) |

|             |           |                               |
| Carroll 47’ | Marcatori | 3’ Gamst Pedersen 82’ Roberts |

| Newcastle 13 novembre 2010, ore 15:00 GMT 13ª giornata | Newcastle Utd | 0 – 0 referto | Fulham | St James' Park (44 686 spett.)\| Arbitro: \| Probert \| |
| Arbitro:                                               | Probert       |               |        |                                                         |

| Arbitro: | Webb |

|                                                                 |           |             |
| Kevin 18’ (rig.), 90+2’ (rig.) Chung-yong 39’ Elmander 50’, 72’ | Marcatori | 52’ Carroll |

| Arbitro: | Marriner (West Midlands) |

|            |           |           |
| Carroll 6’ | Marcatori | 45’ Kalou |

| Arbitro: | Dean |

|                                |           |                   |
| Tchoyi 32’ Odemwingie 71’, 89’ | Marcatori | 90+2’ Løvenkrands |

| Arbitro: | Mason (Bolton) |

|                                    |           |          |
| Nolan 15’ Barton 80’ Carroll 90+1’ | Marcatori | 49’ Kuyt |

| Arbitro: | Foy |

|             |           |                                        |
| Carroll 72’ | Marcatori | 2’ Barry 5’ Tévez 81’ (aut.) Coloccini |

| Arbitro: | Taylor |

|                     |           |  |
| Lennon 57’ Bale 81’ | Marcatori |  |

| Arbitro: | Webb |

|            |           |           |
| Gyan 90+4’ | Marcatori | 52’ Nolan |

| Arbitro: | Halsey |

|               |           |              |
| Coloccini 58’ | Marcatori | 90+1’ Lennon |

| Arbitro: | Dowd |

|                                                  |           |                                           |
| Barton 68’ (rig.), 83’ (rig.) Best 74’ Tioté 87’ | Marcatori | 1’ Walcott 3’ Djourou 10’, 26’ van Persie |

| Arbitro: | Webb (South Yorkshire) |

|          |           |                        |
| Best 23’ | Marcatori | 31’ Osman 36’ Jagielka |

| Arbitro: | Mason (Bolton) |

|                                                     |           |  |
| Walters 28’ Pennant 46’ Higginbotham 49’ Fuller 90’ | Marcatori |  |

| Arbitro: | Dean |

|                                                      |           |                  |
| Nolan 22’ Ameobi 45’ Løvenkrands 50’ Gutiérrez 90+3’ | Marcatori | 58’ Ebanks-Blake |

| Arbitro: | Attwell |

|             |           |  |
| Collins 24’ | Marcatori |  |

| Newcastle 19 aprile 2011, ore 19:45 BST 33ª giornata | Newcastle Utd | 0 – 0 referto | Manchester Utd | St James' Park (49 025 spett.)\| Arbitro: \| Probert \| |
| Arbitro:                                             | Probert       |               |                |                                                         |

| Arbitro: | Atkinson (West Yorkshire) |

|              |           |                 |
| Campbell 32’ | Marcatori | 17’ Løvenkrands |

| Arbitro: | Walton (Long Buckby) |

|                                          |           |  |
| Rodríguez 10’ Kuyt 59’ (rig.) Suárez 65’ | Marcatori |  |

| Arbitro: | Foy |

|                              |           |            |
| Ameobi 36’ (rig.) Taylor 43’ | Marcatori | 45’ Bowyer |

| Arbitro: | Mason (Bolton) |

|                      |           |                            |
| Ivanović 2’ Alex 83’ | Marcatori | 10’ Gutiérrez 90+2’ Taylor |

| Arbitro: | Halsey |

|                                              |           |                      |
| Taylor 16’ Løvenkrands 39’ Olsson 47’ (aut.) | Marcatori | 62’, 71’, 90’ Tchoyi |

### Carling Cup
| Arbitro: | Dowd |

|                                       |           |                                       |
| van Aanholt 6’ Anelka 70’, 87’ (rig.) | Marcatori | 27’ Ranger 32’ Taylor 49’, 90’ Ameobi |

| Arbitro: | Marriner (West Midlands) |

|  |           |                                               |
|  | Marcatori | 45’ (aut.) Krul 53’, 88’ Walcott 82’ Bendtner |